# Les Aventures extraordinaires de Sa'îd le Peptimiste
Les Aventures extraordinaires de Sa'îd le Peptimiste, en arabe : لوقائع الغريبة في اختفاء سعيد أبي النحس المتشائل, est un roman épistolaire satirique de l'écrivain Émile Habibi, rédigé en 1974.
Le titre du roman vient de la fusion des mots arabes pour pessimiste (المتشائم) et optimiste (المتفائل), pour décrire la façon unique dont le narrateur, Sa'îd, voit le monde. Il raconte souvent des événements tragiques liés à sa famille et au sort des Palestiniens, mais il ajoute des touches comiques pour souligner son côté optimiste.
Dans sa première traduction, en français, publié en 1980, le roman portait le titre L'Optissimiste : les circonstances étranges de la disparition de Saïd Abou-an-Nahs l'Optissimiste. Il est de nouveau publié le 2 février 1987 avec une nouvelle traduction en français par Jean-Patrick Guillaume aux éditions Gallimard.
Il est qualifié, par un critique, de « comédie d'où coulent le sang et les larmes ».
Le roman obtient le prix littéraire Mahmoud Hamchari en 1988.